# Deepwater (Missouri)
Deepwater è un comune degli Stati Uniti d'America, situato nello Stato del Missouri, nella contea di Henry.